# Sassevaart

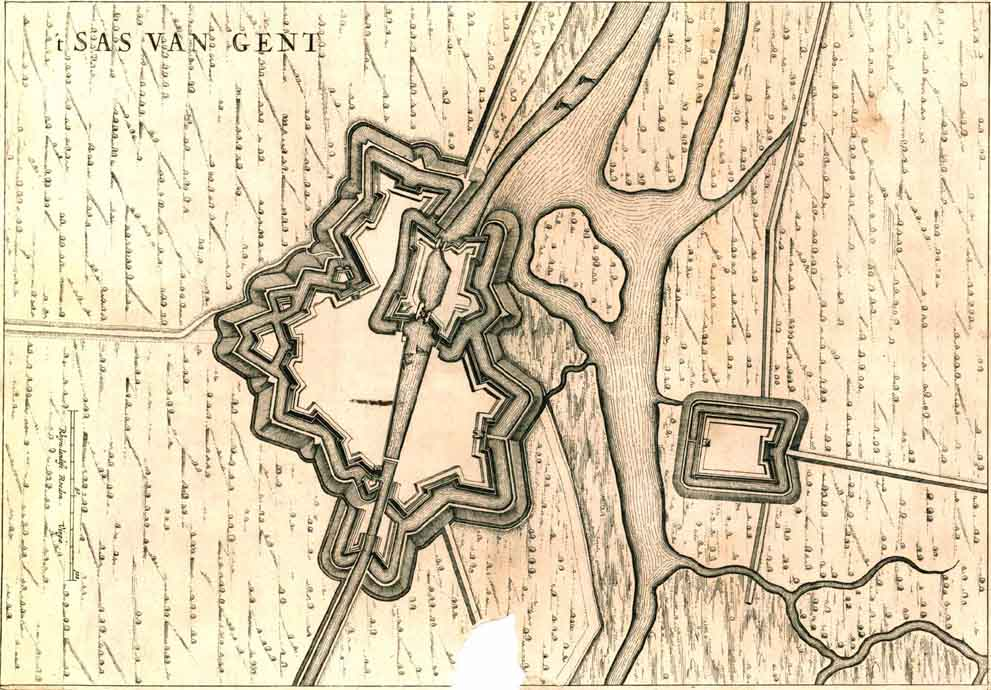
De Sassevaart in Sas van Gent. (kaart van Bleau)

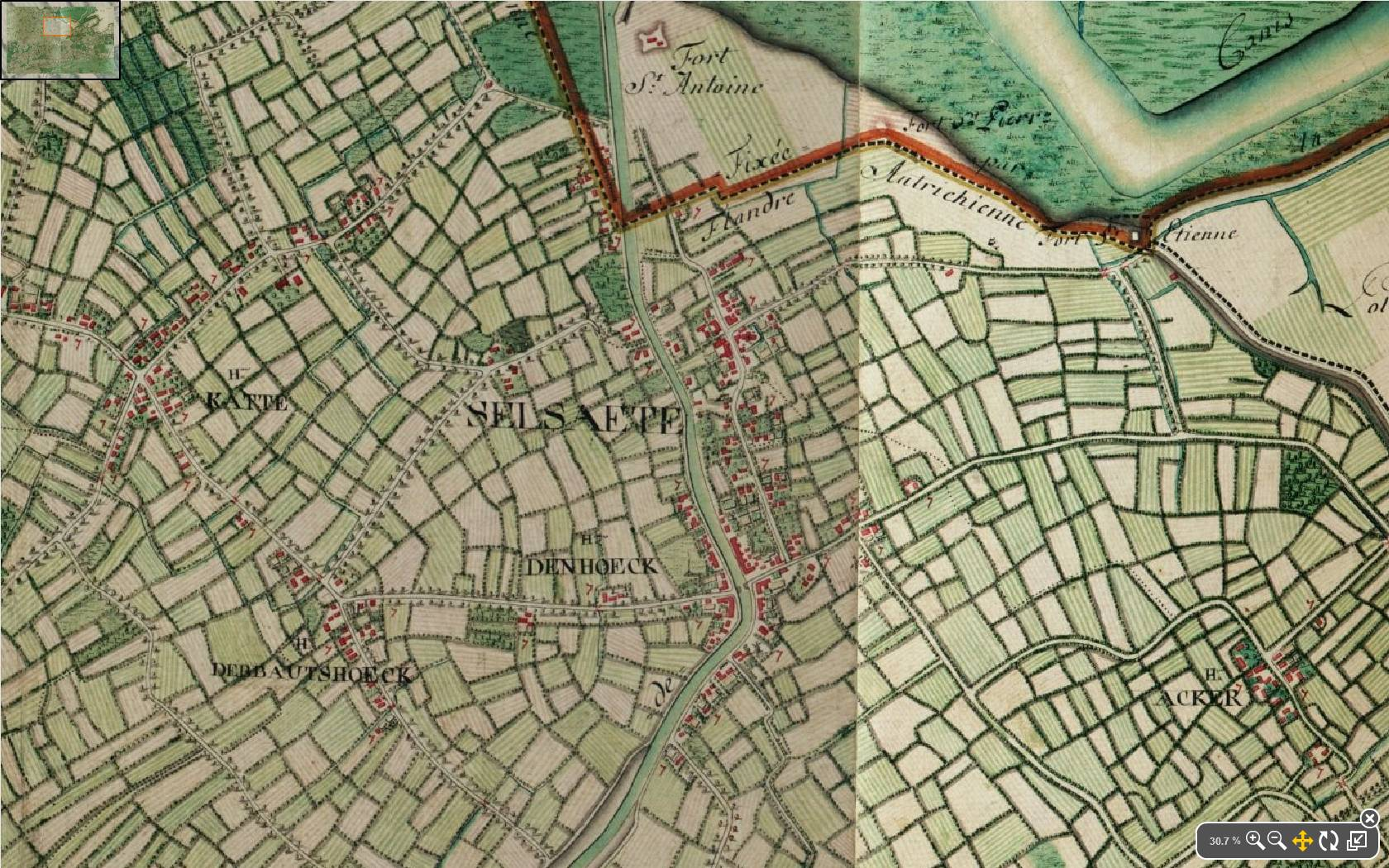
De Sassevaart in Zelzate. (Ferrariskaart, 1775)

De Sassevaart tussen Gent en de Westerschelde was een voorloper van het Kanaal Gent-Terneuzen.

## Voorgeschiedenis
Door de dichtslibbing van het Zwin is het kanaal van Gent naar Damme (de Lieve) onbruikbaar geworden als verbinding tussen Gent en de Noordzee. Gent dreigt hierdoor zijn concurrentiepositie aan Antwerpen kwijt te raken. De Gentenaren zijn daarom verplicht een andere uitweg te zoeken naar de zee en richten daarom in 1547 een verzoek aan hun landvoogdes, Maria van Hongarije. Hierin vragen ze of ze een verbinding tot stand mogen brengen met de Honte.
Op 26 mei 1547 leverde keizer Karel V een vergunning af tot het graven van de Sassevaart tussen Rodenhuize en de zeedijk van de Braeckman, later ook Gentse Vaart genoemd.
Ze mochten de oude Schipgracht vanaf Rodenhuize verbeteren en hem nog 3,5 kilometer doortrekken tot aan de Papegeule. Door het nieuwe kanaal kreeg Gent opnieuw een verbinding met de zee, zonder verdere omwegen via de Schelde en Antwerpen. De Honte lag toen nog dieper in het land.

## Geschiedenis
De werkzaamheden werden in 1549 afgesloten. De afmetingen van de Sassevaart waren toen 1,60 meter diep en 19 meter breed.
Eerst liep de Sassevaart tot de Graaf Jansdijk (aangelegd vanaf 1402). Deze mocht niet doorbroken worden. Er vond toen overslag plaats van zeeschepen naar binnenvaartschepen over land. Later werd de dijk doorbroken met twee sluishoofden samen een sas of sluis (gebouwd van 1551 tot 1563). Rond deze sluis is een vesting ontstaan, het huidige Sas van Gent. Tevens was de vaart met de sluis nu een welkom hulpmiddel als afwatering en om overstromingen te vermijden.
Al snel bouwden de Gentenaren een schans ter verdediging van hun sluis en de kleine nederzetting.
De geschiedenis van de Sassevaart is nauw betrokken bij de Tachtigjarige Oorlog (1568-1648) en het 12-jarige bestand daarin (1609-1621).
Op 21 mei 1572 vielen de Watergeuzen Sas van Gent binnen, vernielden de sluis en het dorp op 10 huizen na. Pas in 1577 kon er weer door het Sas gevaren worden. Gent tekende in 1579 de Unie van Utrecht en zo kwam het kanaal in Staatse handen; in 1583 kwam het kanaal terug in Spaanse handen.
In 1585 veroverden de Spanjaarden Antwerpen, de hoofdstad van de Opstand. Dit veroorzaakte een nieuwe vlucht van Zuid-Nederlanders naar de Noordelijke Nederlanden. Het zuiden ging voor de Opstand verloren. De Spanjaarden in de Zuidelijke Nederlanden raakten echter Sas van Gent kwijt aan het Staatse Leger van prins Frederik Hendrik op 5 september 1644. Omdat Sas van Gent niet meer bij het door de Spanjaarden veroverde Gent hoorde kon het zich uitbouwen tot een eigen handelsplaats.

## Na het verdrag van Münster
De Noordelijke Nederlanden bleven ook na 1648 de Schelde afsluiten naar Sas van Gent en Antwerpen. Hierdoor was Gent zijn verbinding met de Honte en de zee kwijt en raakte het kanaal in verval. In 1737 werd het kanaal uitgebaggerd. Maar door de verzanding van de Braeckman moest er tot in 1795 in Sas van Gent worden overgeslagen. De Sassevaart verzandde en de Gentenaars gebruikten de Brugse vaart voor hun verbinding met de zee. De Braeckman werd ingepolderd.

## Na 1815
Pas bij de hereniging van de Noordelijke en de Zuidelijke Nederlanden in 1815 kon er weer worden gedacht aan een kanaal naar de Honte. In 1823 besliste koning Willem I om de Sassevaart te verlengen naar Terneuzen. Van toen af heet de vaart het Kanaal Gent-Terneuzen.